# 環流

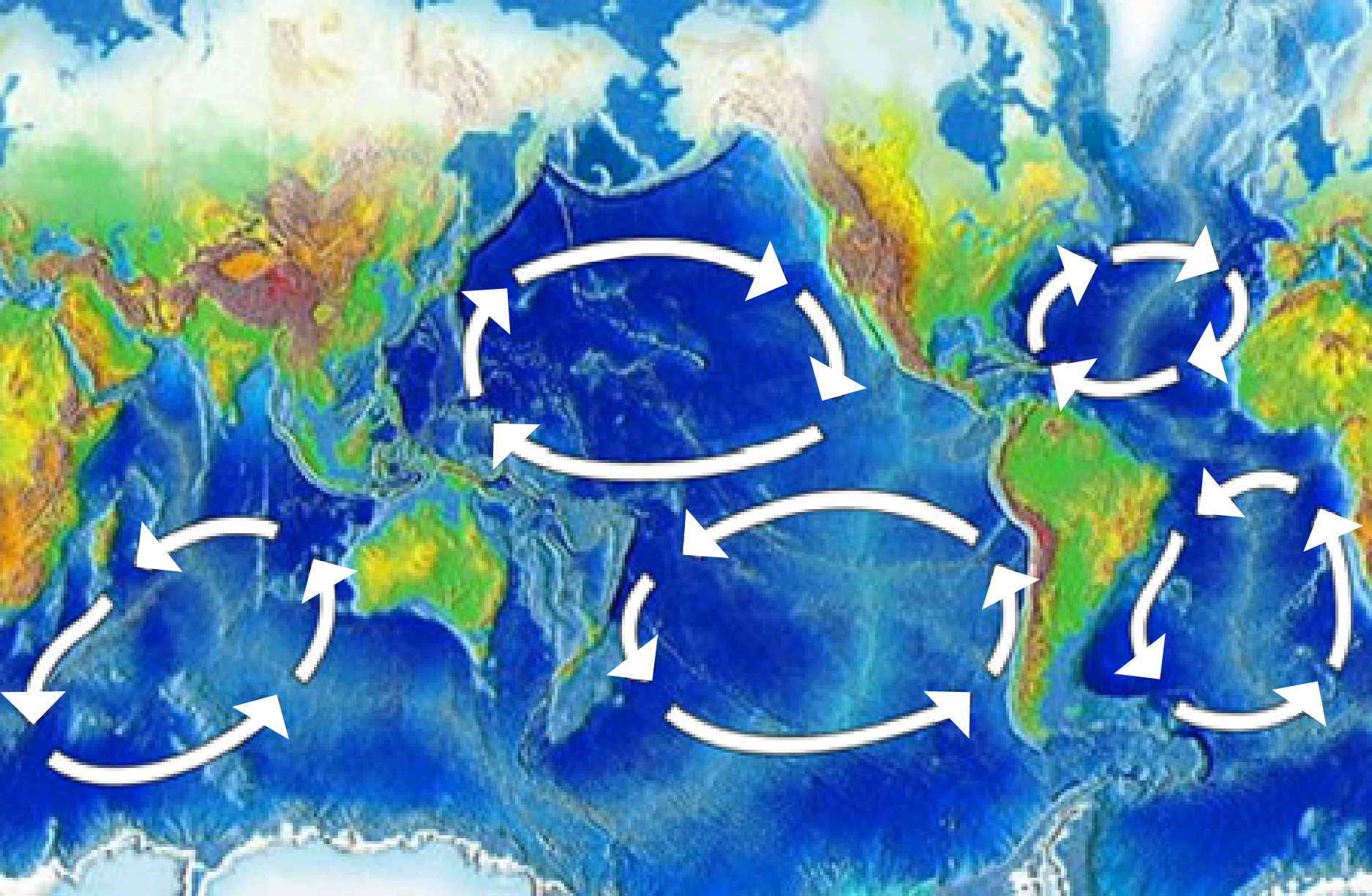
環流図

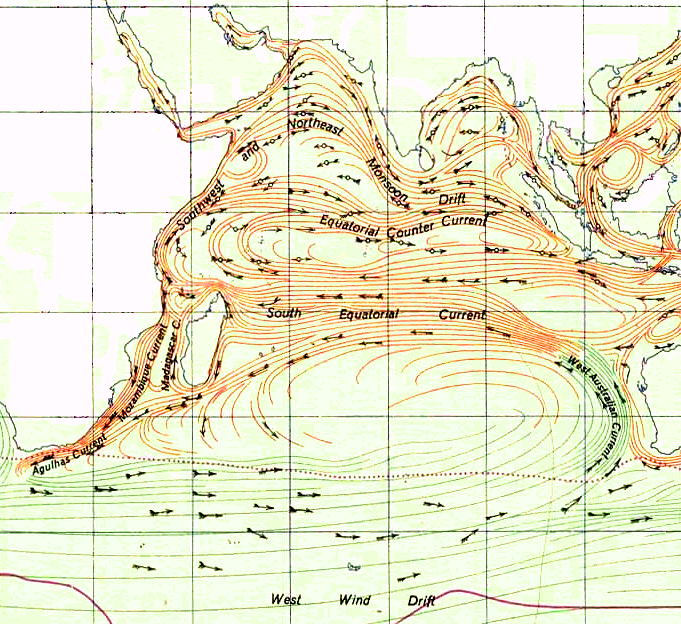
インド洋環流

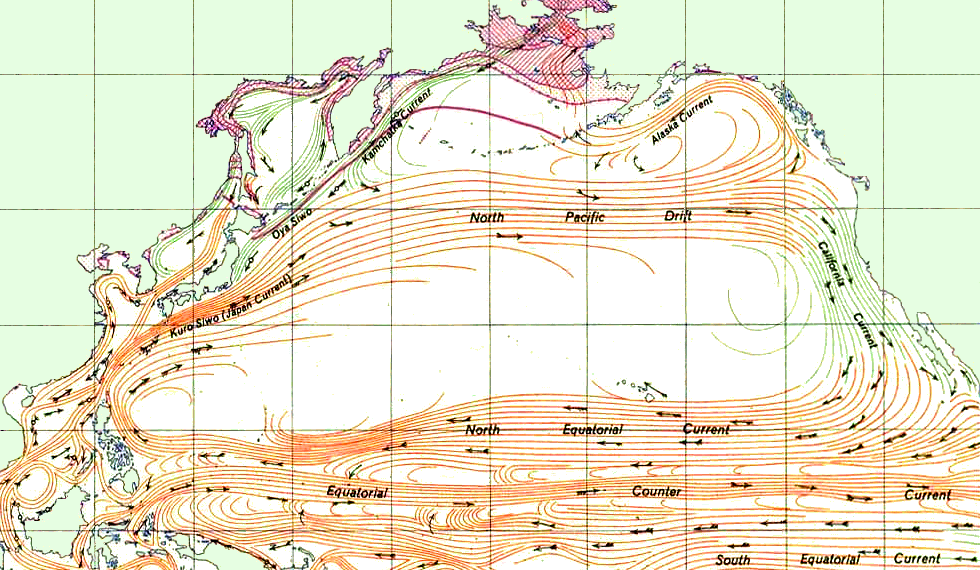
北太平洋環流の流れ

環流（かんりゅう、英: gyre）は、広域にわたって環のようにめぐり流れること、もしくはその流れ。具体的には海流や大気の大きな循環系を指す。環流はコリオリの力によって引き起こされる。

## 海水の環流
海洋の主な環流をあげる。
- 北大西洋亜寒帯循環（North Atlantic Subpolar Gyre）
- 北太平洋亜寒帯循環（North Pacific Subpolar Gyre）
  - アラスカ環流を含む
- 北大西洋亜熱帯循環（North Atlantic Subtropical Gyre）
  - メキシコ湾流、ラブラドル海流、東グリーンランド海流、西グリーンランド海流、北大西洋海流、北大西洋赤道海流によって構成される。サルガッソー海を囲んでいる。
- 北太平洋亜熱帯循環（North Pacific Subtropical Gyre）- 北太平洋環流（North Pacific Gyre）とも呼ばれる。北太平洋旋廻。

この環流は北太平洋の大部分から成る。赤道と北緯50度の間に位置し、約3400万km2もの面積を持つ。北太平洋環流は時計回りに循環し、4つの優勢な海流によって構成される。すなわち、北太平洋海流、カリフォルニア海流、北赤道海流、および黒潮である。漂流ゴミがこの環流内で蓄積されることが知られている（太平洋ゴミベルト）。
- 南大西洋亜熱帯循環（South Atlantic Subtropical Gyre）
  - ブラジル海流系を含む。
- 南太平洋亜熱帯循環（South Pacific Subtropical Gyre）
  - 東オーストラリア海流系を含む。
- インド洋亜熱帯循環（Indian Ocean Subtropical Gyre）-南半球
  - アガラス海流系を含む。
- 南極環流（Antarctic Circumpolar Current）
- ウェッデル海亜寒帯循環 （Weddell Sea Subpolar Gyre）-南極海
- ロス海亜寒帯循環（Ross Sea Subpolar Gyre）

熱帯循環は統合されにくく、南北より東西に広がる傾向がある。
- 大西洋赤道海流系（Atlantic Equatorial Current System）-two counter-rotating circulations
- 太平洋赤道海流系（Pacific Equatorial/Tropical Current System）
- インド季節風循環（Indian Monsoon Gyres[4]） -インド洋北部、two counter-rotating circulations

### 亜熱帯循環
亜熱帯循環の中心は高気圧帯で、コリオリの力によりその高気圧帯の周りを北半球では時計回りに、南半球では反時計回りに循環している。
中心の高気圧は環流の北側で西へ風が吹き、環流の南側で東へ貿易風が吹くことが原因である。これらの風の摩擦により環流の中心に向かう表面の流れが引き起こされ、中心に盛り上がった海水が赤道方向の流れを作る。この流れはその後西岸境界流となり、極方向へと戻っていく。
各循環で西岸境界流に相当するものは、メキシコ湾流（北大西洋亜熱帯循環）、黒潮（北太平洋亜熱帯循環）、ブラジル海流（北大西洋亜熱帯循環）、東オストラリア海流（北太平洋亜熱帯循環）、アガラス海流（インド洋亜熱帯循環）。

### 亜寒帯循環
亜寒帯循環は高緯度（約60度）で形成される。表層の風や海水の循環は北半球では反時計回りで、中心に低気圧系が存在する（アリューシャン低気圧とアイスランド低気圧のように）。表面の海流は一般的にその循環系の中心から外へ向かって流れる。これはエクマン輸送によるもので、深海の栄養素に富んだ海水が湧昇する。
南半球における亜寒帯循環は南極環流のみが優勢である。これは南極海を分断する陸地が少ないためである。ほかにはウェッデル海亜寒帯循環やロス海亜寒帯循環といった時計回りの小さな循環が存在する。